# Антрим (плато, Австралия)
Антрим (на английски: Antrim Plateau) е плато в северозападната част на Австралия, разположено в северната част на щата Западна Австралия. Простира се в източната част на обширното плато Кимбърли, в горното течение на река Орд (влива се в залива Жозеф Бонапарт на Тиморско море). Надморската му височина варира от 300 до 500 m. Изградено е от долнокамбрийски лавови скали. Повърхността му е плоска, като на места се срещат остатъчни столови възвишения. Заето е от савани с редки евкалиптови гори, развити върху тъмноцветни почви.